# Walter Lippart
Walter Lippart (* 21. Oktober 1899 in Nürnberg; † 3. Oktober 1962 in Stuttgart) war ein deutscher Maschinenbauer und Industrieller.

## Leben
Der Sohn des Maschinenbauers Gottlieb Matthias Lippart (1866–1930) studierte Maschinenbau an der Technischen Universität München, wo er wie sein Vater Mitglied des Corps Cisaria wurde. 1923 wurde er zum Dr.-Ing. promoviert. 
Er arbeitete zunächst bei der Süddeutschen Motoren-AG München der Brüder Albert, Gotthard und Rudolf Wielich, die das neue Diesel-Verbrennungsverfahren sowie Einspritzpumpen und -düsen von Franz Xaver Lang entwickeln ließen. Er erwarb Erfahrungen mit kleinen Dieselmotoren. 1924 reiste er zu Albert nach Boston, wo er für die Sterling Engine Corp. einen Boots-Ottomotor in einen Dieselmotor umbauen sollte. Hierbei begegnete er Robert Bosch, dessen Interesse für den schnelllaufenden Dieselmotor er wecken konnte. 
Er heiratete Sigrid (1901–81), eine Tochter von Wolfgang Andreas Reuter, mit der er einen früh verstorbenen Sohn und die Tochter Ruth (* 1925) hatte.
Nachdem die Gebrüder Wielich die Aktien ihrer Gesellschaft mitsamt Langs Patenten an die Robert Bosch AG verkauft hatten, wurde Lippart 1925 bei Bosch angestellt. Nach Langs Ausscheiden im Jahr 1926 übernahm er dessen Posten in der Dieselentwicklung und am Prüffeld. Mit Entwurfsleiter Alfred Meyer (1881–1960) baute er den Geschäftszweig zur Dieselausrüstung auf und führte die Einspritzpumpe ein. 1929 wurde er technischer Verkaufsleiter. Auf Kurt Schnauffers Anregung hin, führte er 1934 zusammen mit Versuchsleiter Hans Heinrich (* 1905), Fritz Nallinger und Hans Scherenberg von Daimler-Benz die Kraftstoffeinspritzung bei Flugzeug-Ottomotoren ein, um deren Höhen- und Temperaturempfindlichkeit zu verringern. 1945 wurde er technischer Geschäftsführer und war zuständig für Einkauf, Fertigung und den Wiederaufbau der Betriebe. 1950 wurde er,  als Nachfolger von Fritz Honold (1882–1959), wieder Verkaufs- und Entwicklungshauptleiter. 1956 gab er die Entwicklungsleitung an Robert Bosch jun. ab und übernahm die technische Hauptleitung des Verkaufs für sämtliche Erzeugnisse. Er gehörte dem Verein Deutscher Ingenieure (VDI) mit der Mitgliedsnummer 24140 an.